# Sd.Kfz. 247

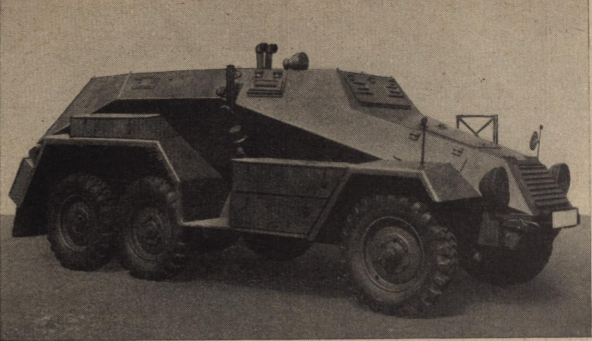
Sd.Kfz. 247 mit Fgst. des l.gl.Lkw (o)

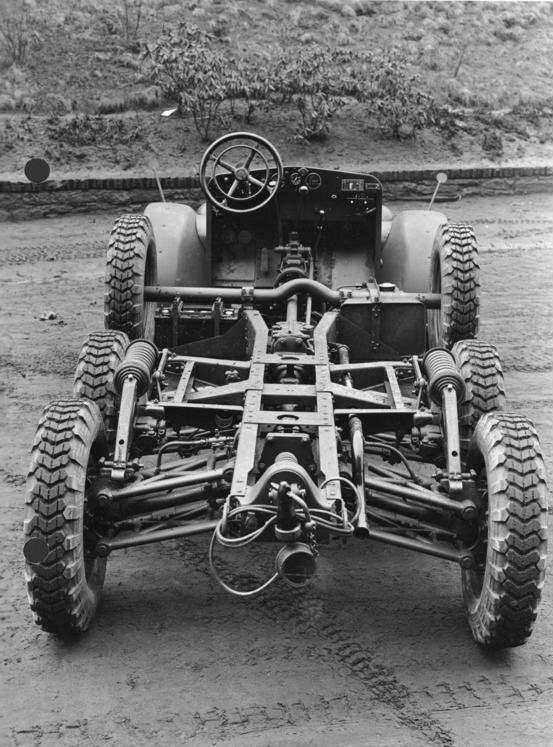
Krupp-Fahrgestell
Typ L 2 H 143

Das Sd.Kfz. 247 war ein leicht gepanzertes Militärfahrzeug für die Kommandeure motorisierter Verbände der deutschen Wehrmacht im Zweiten Weltkrieg.

## Beschreibung
Es wurde in zwei als Typ A und Typ B bezeichnete Baureihen als Vierrad- bzw. Sechsradfahrzeug auf verschiedenen Fahrgestellen gebaut. Das Sd.Kfz. 247 wurde auch als „Schwerer geländegängiger gepanzerter Personenkraftwagen“ bezeichnet. Zur Wartung und zum Betrieb der Fahrzeuge sind zahlreiche Dienstvorschriften bekannt. Die Fahrzeuge wurden später in unterschiedlichen Einsätzen genutzt. Zum Unternehmen Barbarossa sind 9 Stück des Typ A verzeichnet. Es waren Fahrzeuge des Typ B beim XIV. Panzerkorps und in Aufklärungsabteilungen wie „KStN 1109“ (Ostfront, Italien und Westfront) und „KStN 1162“ (Balkan). Im 21. Jahrhundert ist keines der Fahrzeuge als Original erhalten; es sind lediglich Nachbauten (Replikas) bekannt.

### Krupp Version (Typ A)
Die erste Baureihe (A) wurde von Krupp in einer Kleinserie von 10 Fahrzeugen hergestellt und auch gelegentlich als Standartenwagen bezeichnet. Auf das Chassis des 6×4-LKW L 2 H 143 („Krupp-Protze“) wurde 1937 ein relativ einfacher, oben offener Panzeraufbau gesetzt. Es existiert ein Foto eines Sd.Kfz. 247 Typ A mit gehobener Innenausstattung, die komfortabler als militärische Normalversionen ausfällt. In der Fahrzeugmitte war eine Halterung montiert, in der die Standarte eines Verbandes bei einer Parade oder bei Bedarf ein Scherenfernrohr montiert werden konnte. Die Geländegängigkeit war de facto gering, da nur die beiden Hinterachsen angetrieben wurden. Schon die Krupp-Protzen hatten damit Schwierigkeiten, was durch das Gewicht des Panzeraufbaues nicht besser wurde. Nach Literaturangaben waren die Fahrer angewiesen, auf Straßen und Wegen zu bleiben.

### Daimler-Benz-Version (Typ B)
Die zweite Baureihe (B) baute die Daimler-Benz AG in einer Serie von 58 Fahrzeugen in den Jahren 1941 und 1942. Die ursprüngliche Bestellung von 1938 wurde aufgrund von Entwicklungsschwierigkeiten erst spät ausgeliefert. Das Erscheinungsbild war völlig anderes als bei der Ausführung A, da das Fahrzeug mit Allradantrieb (4×4) auf dem Fahrgestell des "Schweren Einheits-Pkw I c" von Horch aufbaute (Einheitsfahrgestell II) und somit eher mit den Vierrad-Panzerspähwagen (Sd.Kfz. 221) verwandt war. Das Fahrzeug bot sechs Mann Platz. Es sind die Varianten B1 und B2 mit unterschiedlichen Motoren bekannt.

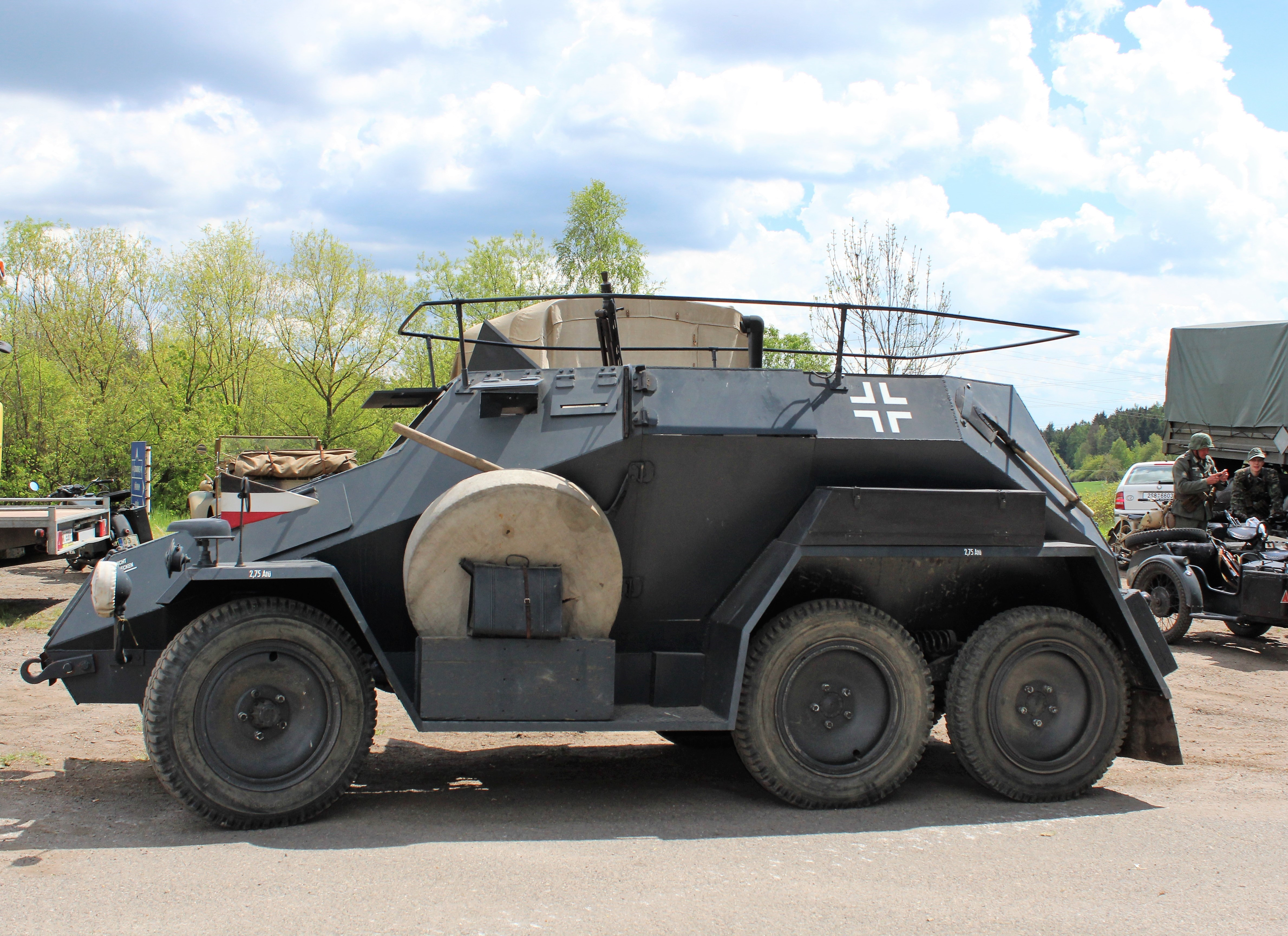
Sd.Kfz. 247 Ausführung A / Replika – Original hatte keine Rahmenantenne
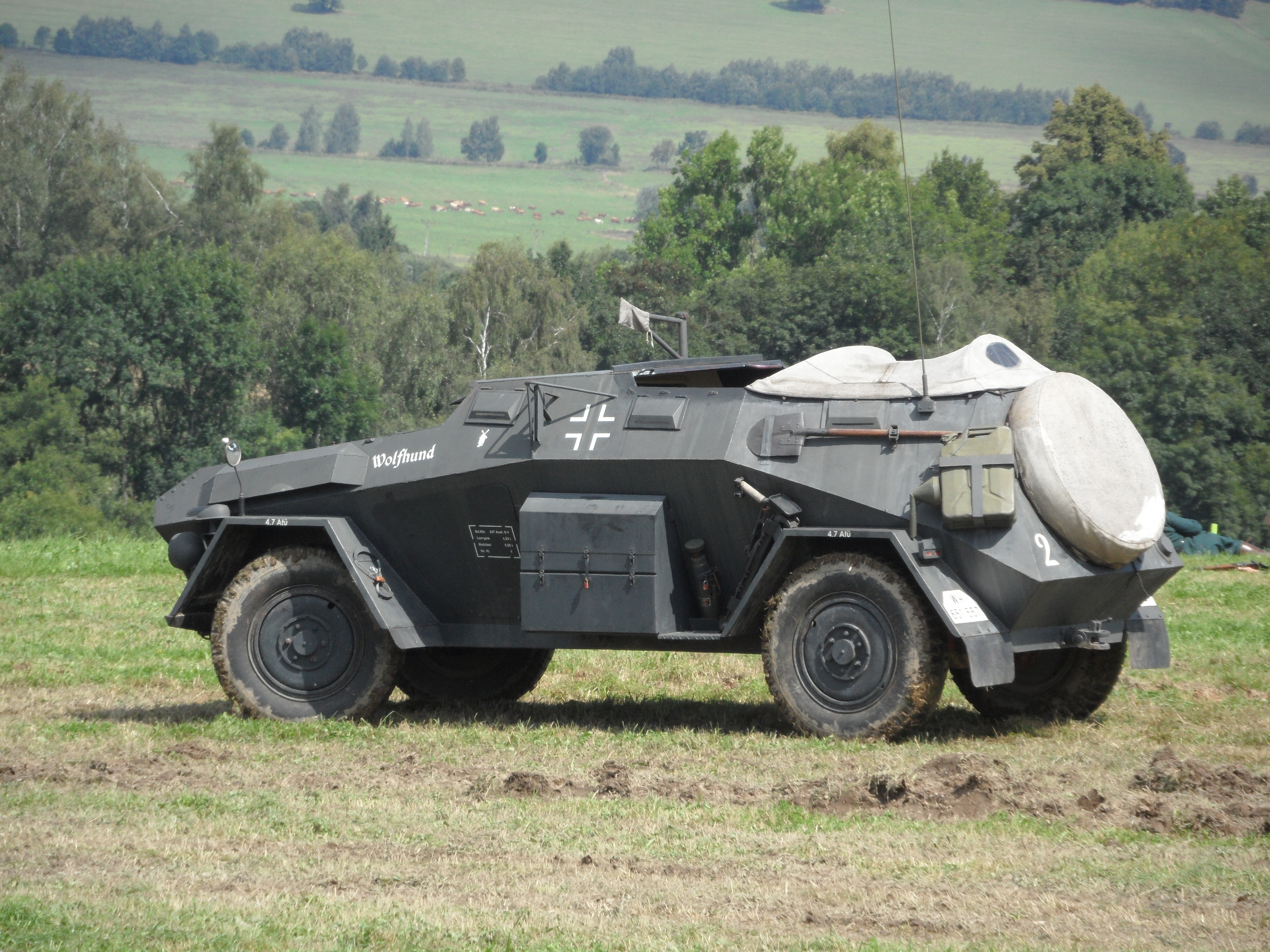
Typ B Sd.Kfz. 247 Replika
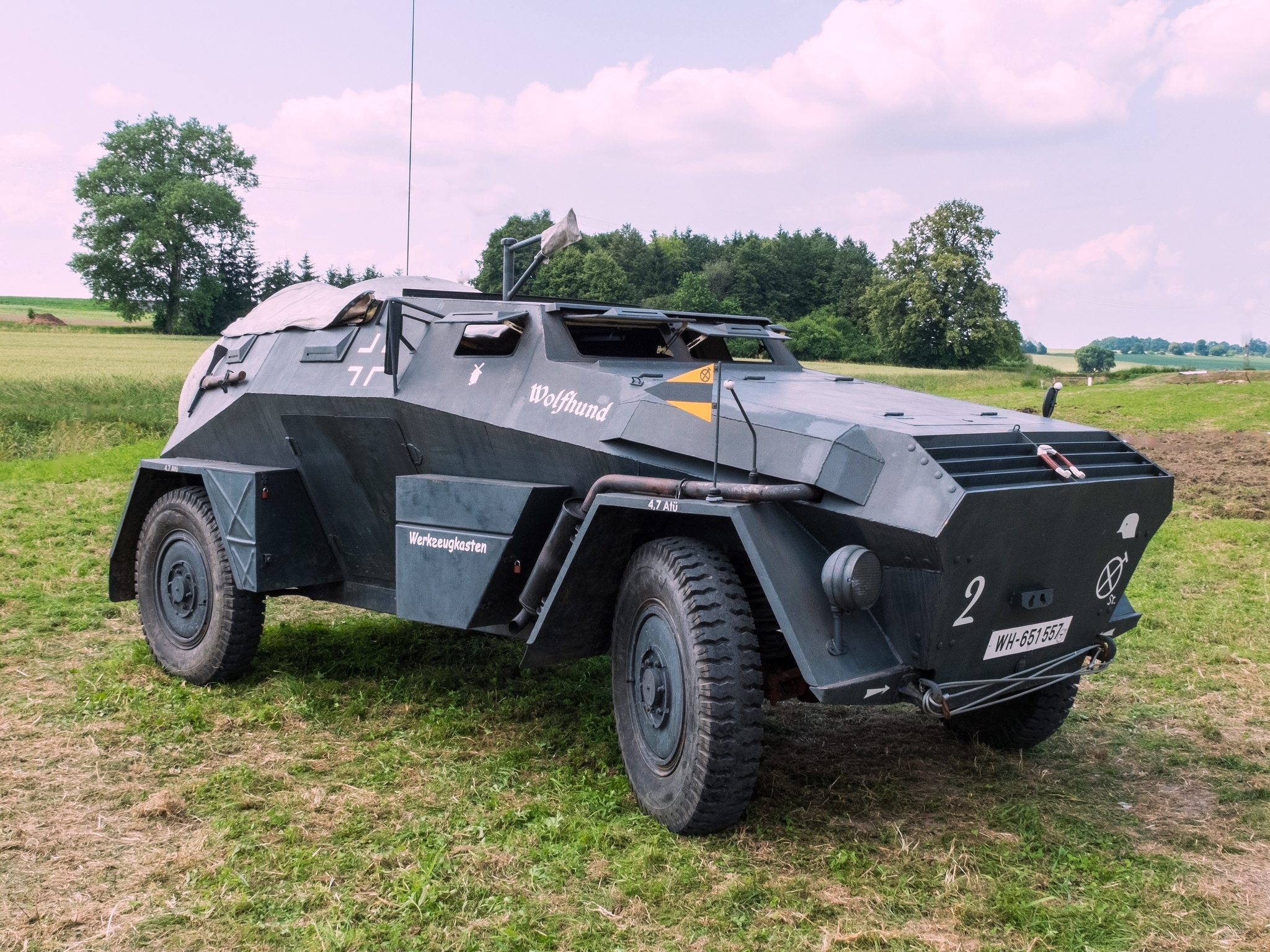
Typ B Sd.Kfz. 247 Replika
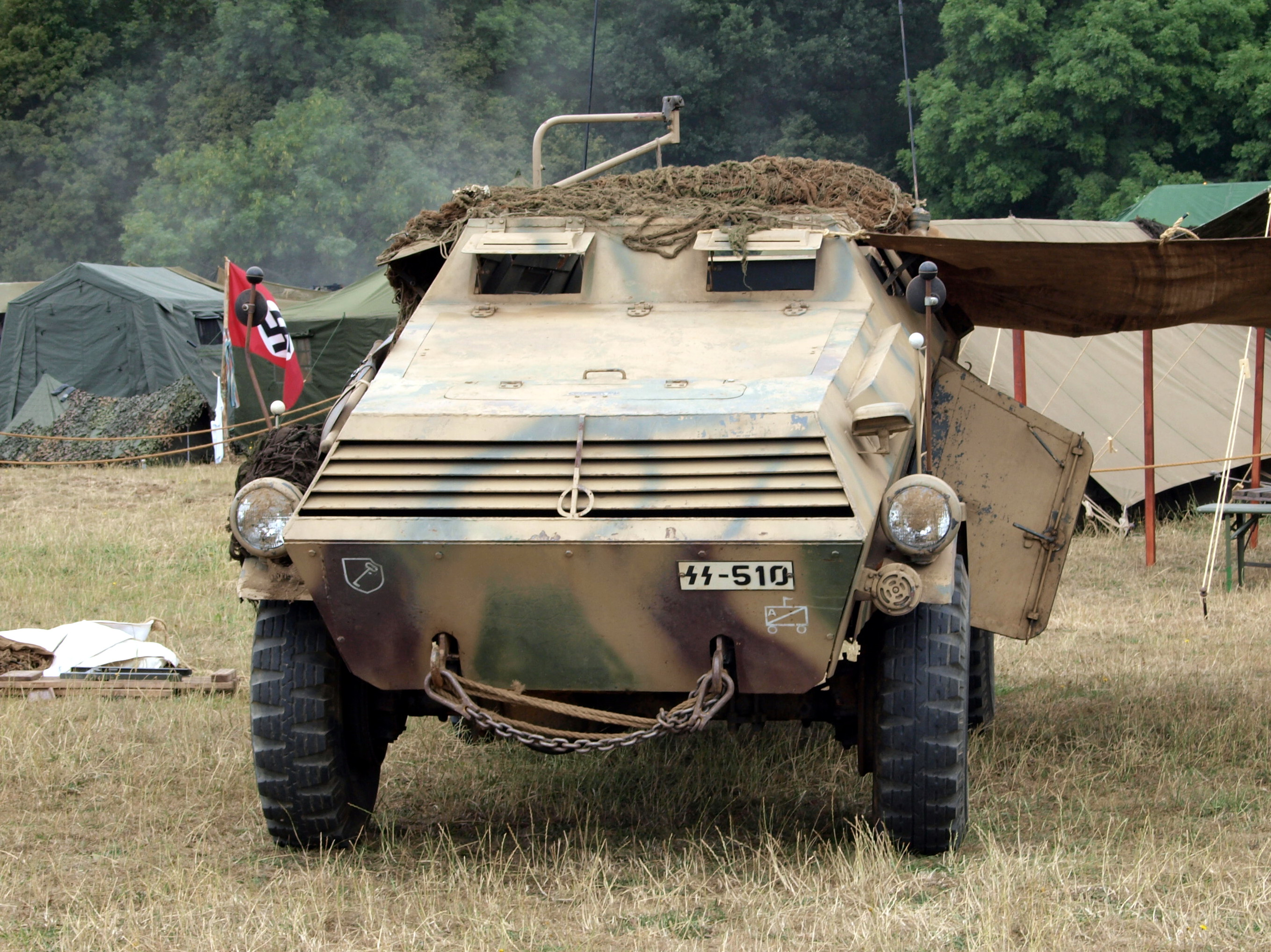
Typ B Sd.Kfz. 247 Replika
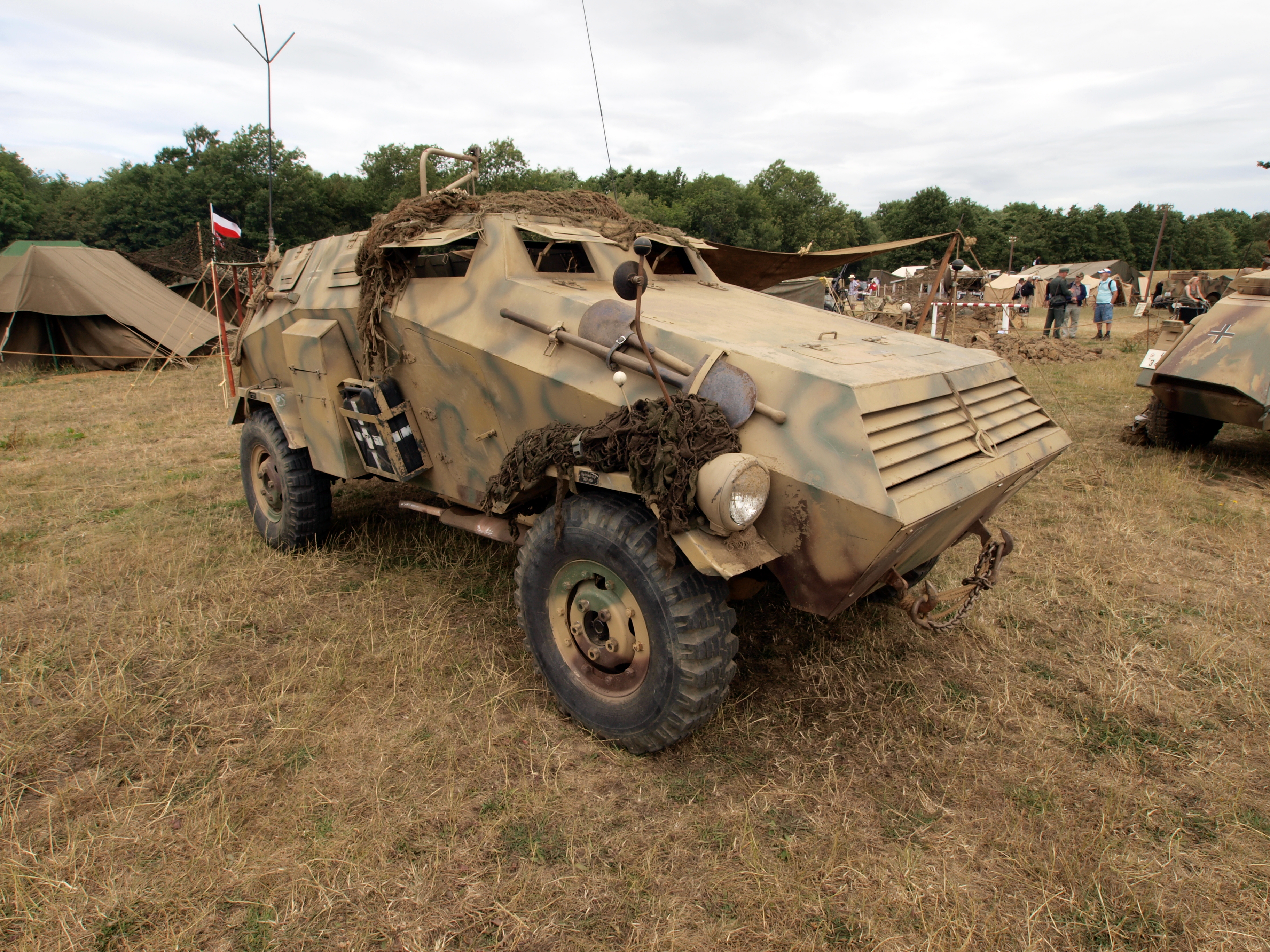
Typ B Sd.Kfz. 247 Replika

## Technische Daten
| Version       | Länge × Breite × Höhe    | Gewicht | Motor                                                                                           | Leistung                    | Höchst- geschwindigkeit | Reich- weite |
| ------------- | ------------------------ | ------- | ----------------------------------------------------------------------------------------------- | --------------------------- | ----------------------- | ------------ |
| Typ A         | 5,20 m × 1,96 m × 1,70 m | 5,2 t   | Krupp M305 (luftgekühlter 3,5-Liter-4-Zylinder-Boxermotor)                                      | 66 PS (48 kW)               | 70 km/h                 | 350 km       |
| Typ B (B1/B2) | 5,00 m × 2,00 m × 1,80 m | 4,46 t  | Horch Achtzylinder-V-Motor; 3,5-Liter-Ottomotor Horch Achtzylinder-V-Motor; 3,8-Liter-Ottomotor | 75 PS (55 kW) 81 PS (60 kW) | 80 km/h                 | 400 km       |